# Holohalaelurus melanostigma
Holohalaelurus melanostigma es una especie de elasmobranquio carcarriniforme de la familia Scyliorhinidae.